# The Vision in the Window
The Vision in the Window è un cortometraggio muto del 1914 diretto da C.J. Williams.
Quarto episodio della serie Wood B. Wedd prodotta dalla Edison.

## Produzione
Il film fu prodotto dalla Edison Company.

## Distribuzione
Distribuito dalla General Film Company, il film - un cortometraggio in una bobina - uscì nelle sale cinematografiche degli Stati Uniti il 30 marzo 1914.